# Marienlystparken
Marienlystparken er en offentlig park i bydelen Hasle i Aarhus V. De ligger i den vestlige del af området Herredsvang langs Fjældevænget Busvej mod syd og Brendstrup Skov mod vest. Marienlystparken er en af de største parker i Aarhus, og den indeholder både store åbne græsarealer og skovklædte bakkeområder. Desuden er der anlagt et amfiteater, fodboldbaner, legepladser og en 6-hullers golfbane. Marienlystparken blev etableret i forbindelse med udviklingen af det vestlige Hasle i 1970'erne, og i dag er det en grøn korridor, som går fra Vestereng til Brabrand Sø. Parken ejes af Aarhus Kommune og drives af kommunenes Natur og Miljø-afdeling, men den kan lejes til offentlige arrangementer.
Det største område i Marienlystparken er anlagt og vedligeholdes med græsplæner og fodboldbaner, men der er med vilje områder, hvor naturen for lov at vokse mere vildt. Der er anlagt kunstige baker med overskydende jord fra forskellige anlægningsarbejder, og mange af disse er i dag dækket af skov. Parken har desuden to løbestier på hhv. 1,5 og 3 km. Marienlyst Golf Club driver en 6-hullers golfbane som også er anlagt i parken.

## Galleri
- Amfiteatret
- Golfbanden
- Golfbanen med en kunstig bakke i baggrunden.
- Bakket skovområde